# The Graveyard (gra komputerowa)
The Graveyard – niezależna gra komputerowa autorstwa belgijskiego studia Tale of Tales, wydana w 2008 roku. Jej projektantami są Auriea Harvey i Michaël Samyn. W The Graveyard gracz przejmuje kontrolę nad wędrującą po cmentarzu staruszką, której wędrówka staje się przyczynkiem do refleksji na temat śmierci i przemijania. Możliwości interakcji ze światem gry są niewielkie, gdyż twórcy planowali się skupić na wywołaniu w graczu emocji. Wykonana w czasie około trzech miesięcy produkcja studia wzbudziła szerokie zainteresowanie graczy i krytyków, zdobywając nagrodę European Innovative Games Award 2008.

## Rozgrywka
Gracz obserwuje otoczenie w czarno-białym, trójwymiarowym środowisku z perspektywy trzeciej osoby. Bohaterką The Graveyard, w którą wciela się gracz, jest kobieta w podeszłym wieku. Wspierając się swoją laską, podróżuje ona po cmentarzu. Gracz nie może obrócić się ani zboczyć z głównej ścieżki, więc pozostawione są mu dwie możliwości: odejście z cmentarza i zakończenie gry lub podejście do ławki znajdującej się przy kaplicy cmentarnej. W tym drugim przypadku, gdy staruszka usiądzie na ławce, uruchamiany jest utwór muzyczny przywodzący jej dawne wspomnienia. Po odsłuchaniu piosenki kobieta wychodzi z cmentarza lub – w przypadku wersji komercyjnej – może także umrzeć. Gra nie stawia przed graczem żadnych celów ani nie ponagla go do jej ukończenia.

## Produkcja
The Graveyard powstała w awangardowym belgijskim studiu producenckim Tale of Tales. Jej autorami są Auriea Harvey oraz Michaël Samyn, założyciele studia. Początkowe założenia gry duet wymyślił już we wrześniu 2005 roku, doprecyzowując je w maju 2007 roku na stronie internetowej Tale of Tales. Początkowo bowiem twórcy zamierzali zapewnić graczowi swobodę w poruszaniu się po cmentarzu; zrezygnowali jednak z tego pomysłu, twierdząc, że straciłby wówczas znaczenie właściwy cel gry, czyli wywołanie emocji u gracza. Podobnie Harvey i Samyn zarzucili dodatkowe czynności do wykonania przez gracza, na przykład karmienie ptaków i czytanie napisów na nagrobkach. Wynikało to z faktu, iż dewizą twórców była rezygnacja z czysto rozrywkowych aspektów medium interaktywnego, charakterystycznego dla wielu innych gier. Cel studia Tale of Tales stanowiło nie zapewnienie graczowi przyjemności, ale skłonienie go do refleksji.
Po opracowaniu pomysłu Harvey i Samyn poszukiwali środków na sfinansowanie gry. 4 czerwca 2007 roku oboje zgłosili prośbę o dofinansowanie do Vlaams Audiovisueel Fonds (Flamandzkiego Funduszu Audiowizualnego, VAF), koncentrującego się wówczas na dofinansowaniu belgijskiej kinematografii. Dopiero jednak po zgłoszeniu projektu do kategorii mediów interaktywnych duet uzyskał zgodę ze strony VAF, który 11 września 2007 roku przyznał studiu środki w wysokości 15 000 euro.
Twórcy zdecydowali się użyć do tworzenia gry silnika Unity, przy czym Samyn podjął się napisania wersji dla platformy Microsoft Windows, natomiast Harvey – dla systemu OS X. Przy projektowaniu twórcy używali kompatybilnego z Unity programu Blender. Animacje motion capture dla postaci głównej wykonała Laura Raines Smith, natomiast ścieżkę muzyczną – współpracownik studia Gerry De Mol. Gotowy twór pracownicy studia przepuścili przez czarno-biały filtr, dodający w założeniu klimatu interaktywnej historii. Ostatecznie po prawie trzech miesiącach pracy projekt został ukończony i opublikowany 21 marca 2008 roku w wersji na Windows i OS X; ukazały się dwie jego edycje, darmowa oraz płatna, które różnią się jedynie możliwością śmierci głównej bohaterki. 5 marca 2010 roku ukazała się także wersja na system operacyjny iOS.

## Odbiór gry
Po swej premierze The Graveyard wzbudziła szerokie zainteresowanie graczy i recenzentów. Według ustaleń Tale of Tales naliczono ponad 120 tysięcy pobrań gry. Scott Jon Siegel ze strony Joystiq opisał produkcję belgijskiego studia jako „niezwykle krótką i prostą, ale wspaniale renderowaną”. John Walker ze strony Rock, Paper, Shotgun również był zachwycony dziełem duetu Harvey-Samyn, chwaląc jego decyzję co do czarno-białej kolorystyki gry i jej niezwykłą atmosferę. Walker doceniał również muzykę, sugestywne efekty cząsteczkowe i realistycznie odwzorowane warunki atmosferyczne. Portal GamesRadar określił The Graveyard mianem „absolutnie wartej obejrzenia”. Polygamia (część portalu Gazeta.pl) konkludowała, że „cała produkcja jest pełna klimatu i uroku oraz urzeka nastrojowością”, przy czym Rafał Pierścionek z tej strony zaznaczył, iż The Graveyard „jak żadna inna udowadnia, czym mogą być gry”.
Recenzent Simone Tagliaferri z włoskiej strony Ars Ludica zwrócił uwagę na poruszenie przez twórców problemu dotąd nieporuszanego w grach. Cmentarz bowiem został ukazany nie jak sceneria horroru, ale jako przejmujący spektakl ciszy, skłaniający do myślenia. Mar Apenas, ekspert hiszpańskiej strony Suite101, wskazywał, że siła gry bierze się z emocji wywoływanych u gracza; pisał też, że ludzie oczekujący od gier komputerowych czystej rozrywki w tym przypadku mogą być w błędzie. Felan Parker z York University porównał The Graveyard pod względem poruszanej tematyki z innymi grami niezależnymi: Passage i Dear Esther.
The Graveyard wygrała nagrodę European Innovative Games Award 2008 na festiwalu w niemieckim mieście Darmstadt. Prezentowano ją także na międzynarodowych festiwalach gier niezależnych: IndieCade oraz Independent Games Festival 2009, gdzie brała udział w głównym konkursie.